# Elizabeth Bolden
Elizabeth Bolden (* 15. August 1890 in Somerville, Tennessee als Elizabeth Jones; † 11. Dezember 2006 in Memphis, Tennessee) war eine US-amerikanische Supercentenarian und vom 27. August 2006 bis zu ihrem Tod der älteste lebende Mensch.

## Leben
Elizabeth Jones wurde 1890 in Tennessee als Tochter befreiter afroamerikanischer Sklaven geboren. 1908 heiratete sie Lewis Bolden, und am 21. September 1909 wurde ihr erstes Kind, Sohn Ezell, geboren. Sie bekamen noch zwei Söhne und vier Töchter und bauten bis in die 1950er Jahre Baumwolle und Eigenverpflegung auf einer Farm bei Memphis an. Ihr Mann starb 1955.
1999 zog Bolden mit 109 Jahren in ein Altenheim. An ihrem 113. Geburtstag 2003 fragte sie eine Zeitung, warum sie so lang lebe, aber sie sagte, dass sie es nicht wisse. Der Journalist vermutete, dass sie an diesem Tag nicht in Redestimmung war. Als ihre Tochter jedoch mehrfach versuchte, sie zuzudecken, mahnte sie: „Wärst du nicht mein Kind, würde ich dich übers Knie legen und den [Schimpfwort] aus dir herausprügeln“. Anfang 2005 wurde sie für zwei Zeitschriften fotografiert, das Jet magazine im Mai und den Memphis Commercial Appeal im Juni 2005. Zu ihrem 116. Geburtstag wurden, zum ersten Mal seit fast einem Jahr, neue Fotos von ihr veröffentlicht. Ihre Familie sagte, sie freue sich auf ihren großen Tag.
Ihr Gedächtnis soll bis zum Ende scharf gewesen sein. Bolden mochte zeit ihres Lebens Eis und Lollipops. Sie war Mitglied der Missionary Baptist Church und wurde in ihrer Gemeinde, der New Wright Chapel, als Momma Lizzie hoch geschätzt. Ihre Familie führte ihre Langlebigkeit auf ihr ruhiges Leben zurück; sie trank wenig und blieb meist zu Hause. Allerdings konsumierte sie Schnupf- und Kautabak und rauchte früher gern Pfeife. Zusätzlich sei sie eine gute Köchin gewesen und habe Gemüse geliebt, sagte ihr Enkel Tommy Bolden.
Ihre letzten Lebensjahre konnte Bolden laut Aussagen ihrer Familie nicht mehr kommunizieren. Nach einem Schlaganfall 2004 sprach sie nur noch wenig. Die Familie begrenzte Medienbesuche und Interviews. Als älteste lebende Person der Welt wurde sie selten öffentlich gesehen. Sie starb am 11. Dezember 2006 um halb zwei morgens mit 116 Jahren und 118 Tagen in ihrem Altersheim in Memphis.
Elizabeth Bolden hatte an ihrem 116. Geburtstag 7 Kinder, 40 Enkel, 75 Urenkel, 150 Ururenkel, 220 Urururenkel und 75 Ururururenkel. Damit besaß sie eine der größten Nachkommenschaften während der Lebzeit. Nur zwei ihrer Kinder überlebten sie: Esther Rhodes starb 2007 im Alter von 90 Jahren und Mamie Brittmon 2022 mit 102 Jahren. Ihr ältester Sohn war 1990 gestorben, ihre jüngste Tochter Annie 1999.

## Altersrekorde
Mit dem Tod von Emma Verona Johnston am 1. Dezember 2004 wurde Bolden die älteste lebende Person der Vereinigten Staaten. Dies wurde im April bestätigt; sie hielt den Titel 2 Jahre und 10 Tage. Zu den 30 ältesten Menschen aller Zeiten gehörte sie seit dem 13. Februar 2005, ab dem 23. März 2005 zu den 20 ältesten. Am 24. Februar 2006 überschritt sie das Alter Margaret Skeetes und stieg in die Top 10 ein. Zum Zeitpunkt ihres Todes belegte sie Platz 6.
Seit dem 1. Dezember 2004 gehörte Bolden zu den drei ältesten lebenden Menschen, am 30. August 2005 wurde sie mit dem Tod von Hendrikje van Andel-Schipper die zweitälteste. Den Titel „älteste lebende Person der Welt“ hielt sie seit dem Tod von María Capovilla am 27. August 2006. Sie hatte ihn vermeintlich bereits vom 30. August bis zum 9. Dezember 2005 gehalten, als Capovillas Alter authentifiziert wurde. Nach ihrem Tod wurde Emiliano Mercado del Toro der älteste lebende Mensch und Julie Winnefred Bertrand die älteste lebende Frau.